# Малка-Желязна
Малка-Желязна (болг. Малка Желязна) — село в Болгарии. Находится в Ловечской области, входит в общину Тетевен. Население составляет 139 человек.

## Политическая ситуация
Малка-Желязна подчиняется непосредственно общине и не имеет своего кмета.
Кмет (мэр) общины Тетевен — Николай Петров Павлов (Граждане за европейское развитие Болгарии (ГЕРБ)) по результатам выборов в правление общины.